# Jezioro Patulskie
Jezioro Patulskie (Potulskie) (kaszb. Pòtulsczé Jezoro) – jezioro na Pojezierzu Kaszubskim w powiecie kartuskim (województwo pomorskie). Jezioro Patulskie położone jest w najatrakcyjniejszej części Kaszubskiego Parku Krajobrazowego w pobliżu podnóża Wieżycy. Wzdłuż południowej linii brzegowej jeziora przebiega linia kolejowa Kościerzyna – Gdynia. Jezioro Patulskie łączy się poprzez wąski przesmyk z Jeziorem Ostrzyckim i stanowi część szlaku wodnego „Kółko Raduńskie”. Prowadzi tędy również turystyczny  Szlak Kaszubski.
Ogólna powierzchnia: 93,6 ha, długość: 3,2 km, szerokość: 0,6 km, maksymalna głębokość: 7,8 m.